# Fischer Gyula (főrabbi)
Fischer Gyula (Sárkeresztúr, Fejér megye, 1861. március 15. – Budapest, 1944. február 25.) győri főrabbi, később Prágában és Budapesten rabbi, egyetemi tanár.

## Élete
Fischer Salamon és Deutsch Sarolta fiaként született. 1877-1886 között volt a budapesti Rabbiképző növendéke. A bölcsészdoktori oklevelet 1885-ben szerezte a budapesti egyetemen, 1887-ben avatták rabbivá. 1887-ben Győrött választották meg főrabbinak, innen került 1898-ban Prágába, majd 1905-ben a Pesti Izraelita Hitközséghez rabbinak, 1920-tól ugyanitt főrabbi. Lelkészi működését zajtalan buzgóság jellemezte, zsinagógái beszédeiben nemes egyszerűségre törekszik. A Ferenc József Országos Rabbiképző Intézet vezérlőbizottságának 1905-től volt tagja, tanulmányi bizottságának elnöke és felső tanfolyamának óraadó tanára. 1918-tól a német nyelvet és a Midrás irodalmát adta elő (régebben az exegetikus irodalmat is). Egyházi elnöke volt az Izraelita Magyar Irodalmi Társulatnak. A Magyar Zsidók Pro Palesztina szövetsége elnöki tanácsának tagja. A görög-zsidó irodalom számos művét fordította magyar nyelvre. Halálát tüdőgyulladás, cukorbaj okozta. Felesége Wiener Ottilia volt.

## Művei
- Izrael szellemi szabadsága. Sabuoth-beszéd a nagyabonyi izr. hitközség templomában 1884. évi május 30. Budapest, 1884.
- Jehuda ben Saul ibn Tibbon, adalék a középkori zsidó irodalom történetéhez. Budapest, 1885. (Bölcselettudori értekezés. Különnyomat az Egyetemes Philológiai Közlönyből).
- Két tan. Győr, 1891.
- A zsidó imaház. Devecser, 1891.
- Hitéletünk. Fölszentelő szónoklat a pozsonyi uj zsidótemplomban. Győr, 1894.
- A szabad akarat. Hitszónoklat. Tartotta a jom-kippur ünnepén … 1907. szept. 18-án. Budapest, 1907
- A világháború jó hatásai. Beszéd. Pozsony, 1915.

Cikkei a Magyar Zsidó Szemlében, a Hacofeban, az Országos Egyetértésben, a Múlt és Jövőben, a Blau-Emlékkönyvben, az Egyenlőségben, a Zsidó Plutarchosban, az Imit évkönyveiben, a Neuzeitban, a Pester Lloydban, az Újságban, az Oesterr. Wochenschriftben jelennek meg.
Közreműködésével jelent meg:
- Az ethika a halachisták életében. In: Emlékkönyv Bloch Mózes tiszteletére. Életének kilencvenedik évfordulója alkalmából kiadják tanítványai. Budapest, 1905.
- Weisz Gábor: Imák izraelita nők számára. 3. kiadás. Budapest, 1902, egész vászonkötésben, 4. kiadás: Fischer Gyula közreműködésével írta Weisz Gábor. Patai József templomi énekeivel. Budapest, 1908.
- Zsidó Plutarchos. 1. rész. Venetianer Lajos: Löw Lipót. Fischer Gyula: Riesser Gábor. Blau Lajos: Zunz Lipót. Budapest, 1923. (Népszerű Zsidó Könyvtár 10.)
- Alexandriai Philo: Mózes élete. Görögből ford: Fischer Gyula. Budapest, 1925. (Népszerű Zsidó Könyvtár 17-18.)